# Halluqtalik Island
Halluqtalik Island är en ö i Kanada.   Den ligger i territoriet Nunavut, i den nordöstra delen av landet, 2 800 km norr om huvudstaden Ottawa. Arean är 14,3 kvadratkilometer.
Terrängen på Halluqtalik Island är platt. Öns högsta punkt är 89 meter över havet. Den sträcker sig 4,7 kilometer i nord-sydlig riktning, och 5,6 kilometer i öst-västlig riktning.
Trakten runt Halluqtalik Island består i huvudsak av gräsmarker.